# I. ČLTK Prague Open 2025
L'I. ČLTK Prague Open 2025 è stato un torneo di tennis professionistico. È stata la 32ª edizione del torneo maschile, facente parte della categoria Challenger 75 nell'ambito dell'ATP Challenger Tour 2025, con un montepremi di 91 000 €. È stata la 23ª edizione del torneo femminile, facente parte della categoria W75 con un montepremi di 60 000 $. Si è giocato dal 5 all'11 maggio 2025 sui campi in terra rossa del I. Českého Lawn–Tenisového klubu di Praga, in Repubblica Ceca.

## Torneo maschile

### Teste di serie
| Nazionalità | Giocatore             | Ranking* | Testa di serie |
| ----------- | --------------------- | -------- | -------------- |
| Giappone    | Shintarō Mochizuki    | 146      | 1              |
| Spagna      | Martín Landaluce      | 148      | 2              |
| Belgio      | Alexander Blockx      | 151      | 3              |
| Kazakistan  | Dmitrij Popko         | 155      | 4              |
| Georgia     | Nik'oloz Basilashvili | 157      | 5              |
| Spagna      | Alejandro Moro Cañas  | 159      | 6              |
| Kazakistan  | Michail Kukuškin      | 161      | 7              |
| India       | Sumit Nagal           | 165      | 8              |

* Ranking al 21 aprile 2025.

### Altri partecipanti
I seguenti giocatori hanno ricevuto una wild card per il tabellone principale:
- Petr Brunclík
- Maxim Mrva
- Mees Röttgering

Il seguente giocatore è entrato in tabellone come special exempt:
- Zsombor Piros

Il seguente giocatore è entrato in tabellone nell'ambito del College Accelerator Programme:
- Antoine Cornut-Chauvinc

Il seguente giocatore è entrato in tabellone nell'ambito dello Junior Accelerator Programme:
- Nicolai Budkov Kjær

Il seguente giocatore è entrato in tabellone alternate:
- Jurij Rodionov

I seguenti giocatori sono passati dalle qualificazioni:
- Hynek Bartoň
- Vitaliy Sachko
- Daniel Rincón
- Maxime Chazal
- Jan Kumstát
- Guy den Ouden

Il seguente giocatore è entrato in tabellone come lucky loser:
- Sascha Gueymard Wayenburg

## Punti e montepremi
| Torneo    | Torneo              | V     | F     | SF    | QF    | 2T    | 1T  | Q | Q2  | Q1  |
| Singolare | Punti               | 75    | 44    | 22    | 12    | 6     | 0   | 4 | 2   | 0   |
| Singolare | Premi in denaro (€) | 9,880 | 5,820 | 3,450 | 2,000 | 1,165 | 720 | – | 360 | 185 |
| Doppio    | Punti               | 75    | 44    | 22    | 12    | –     | 0   | – | –   | –   |
| Doppio    | Premi in denaro (€) | 4,250 | 2,450 | 1,480 | 880   | –     | 500 | – | –   | –   |

## Campioni

### Singolare maschile
Filip Misolic ha sconfitto in finale  Guy den Ouden con il punteggio di 6–4, 6–0.

### Doppio maschile
Denys Molčanov /  Matěj Vocel hanno sconfitto in finale  David Pichler /  Jurij Rodionov con il punteggio di 7–6(3), 6–3.

### Singolare femminile
Francesca Jones ha sconfitto in finale  Ena Shibahara con il punteggio di 6–3, 6–4.

### Doppio femminile
Jasmijn Gimbrere /  Denisa Hindova hanno sconfitto in finale  Aneta Kucmova /  Sapfo Sakellaridi con il punteggio di 7–6(5), 7–5.